# Miss Universo 1962
El 11.º concurso de belleza de Miss Universo, correspondiente al año 1962, se llevó a cabo en el Miami Beach Auditorium, Miami Beach, Florida, Estados Unidos, el 14 de julio de 1962. La ganadora fue Norma Nolan, de 24 años, de Argentina, quien se convirtió en la primera y hasta la fecha única representante de su país en obtener el título de Miss Universo. Un jurado de nueve personas la eligió de entre un total de cincuenta y un candidatas, representantes de igual número de países y territorios, que compitieron en esta versión del certamen que por tercera vez se realizó en esa ciudad de Estados Unidos.

## Resultados
| Resultados Finales | Delegadas |
| ------------------ | --- |
| Miss Universo 1962 | - Argentina - Norma Nolan |
| 1ª Finalista       | - Islandia - Anna Geirsdóttir |
| 2ª Finalista       | - Finlandia - Anja Järvinen |
| 3ª Finalista       | - Taiwán - Helen Liu |
| 4ª Finalista       | - Brasil - Olívia Rebouças |
| Top 10             | - Austria - Christa Linder - Canadá - Marilyn McFatridge - Colombia - Olga Botero - Corea del Sur - Seo Bun-joo - Estados Unidos - Macel Wilson |
| Top 15             | - Haití - Evelyn Miot - Inglaterra - Kim Carlton - Israel - Yehudit Rounik - Líbano - Nouhad Cabbabe - Nueva Zelanda - Leslie Nichols           |

## Premios especiales
| Premio          | Concursante                                                       |
| --------------- | ----------------------------------------------------------------- |
| Miss Simpatía   | - República Dominicana - Olimpia Frómeta - Gales - Hazel Williams |
| Miss Fotogénica | - Inglaterra - Kim Carlton                                        |
| Traje típico    | - Inglaterra - Kim Carlton                                        |

## Concursantes
| - Alemania (Federal) - Gisela Karschuck - Argentina - Norma Beatriz Nolan Figueredo - Austria - Christa Linder - Bélgica - Christine Delit - Bolivia - Gabriela Roca Díaz - Brasil - Maria Olívia Rebouças Cavalcanti - Canadá - Marilyn McFatridge - Ceilán - Yvonne D'Rozario - Colombia - Olga Lucía Botero Orozco - Corea del Sur - Seo Bun-joo - Costa Rica - Helvetia Albónico González - Cuba - Aurora Prieto García - Dahomey - Gilette Hazoume - Ecuador - Elaine Ortega Hougen - Escocia - Vera Parker - España - Conchita Roig Urpi - Estados Unidos - Macel Patricia Leilani Wilson (HI) - Filipinas - Josephine Brown Estrada - Finlandia - Anja Aulikki Järvinen - Francia - Sabine Surget - Gales - Hazel Williams - Grecia - Kristina Apostolou - Haití - Evelyn Miot - Holanda (Países Bajos) - Marianne van der Hayden - Hong Kong - Shirley Pon Pik-Kong - Inglaterra - Kim Carlton | - Irlanda - Josie Dwyer - Islandia - Anna Geirsdóttir - Islas Vírgenes- Juanita Monell - Israel - Yehudit Mazor Rounik - Italia - Isa Stoppi - Japón - Kazuko Hirano - Líbano - Nouhad Cabbabe - Luxemburgo - Fernande Kodesch - Malasia - Sarah Alhabshee Abdullah - Marruecos - Ginette Buenaventes - Noruega - Julie Ege - Nueva Zelanda - Leslie Margaret Nichols - Portugal - Maria Jose Santos Trindade Defolloy - Paraguay - Corina Rolón Escuariza - Perú - Silvia Ruth Dedeking - Puerto Rico - Ana Celia Sosa - República Dominicana - Sarah Olimpia Frómeta de González - Singapur - Julie Koh Moot-Lei - Sudáfrica - Lynette Gamble - Suecia - Monica Rågby - Suiza - Francine Delouille - Tahití - Catherine "Cathy" Bauner - Taiwán - Helen Liu Shiu Man - Turquía - Behad Gulay Sezer - Uruguay - Nelly Pettersen Vasigaluz - Venezuela - Virginia Elizabeth Bailey Lazzari |

- Designaciones:
  -  Venezuela, Virginia Bailey Lazzari fue designada debido a que la ganadora del concurso nacional fuese menor de edad.

## Panel de jueces
| - Edilson Cid Varela - Gloria Haven - Abe Issa - Jyun Kawachi - Chang Key-Young | - Serge Mendjisky - Russell Patterson - Fernando Restrepo Suárez - Earl Wilson |

| Predecesor: Miss Universo 1961 | Miss Universo 1962 | Sucesor: Miss Universo 1963 |